# Dr. Panda
Dr. Panda Jocs (anteriorment TribePlay) és un estudi independent de desenvolupament de videojocs holandès i xinès centrat en la creació d'aplicacions educatives per a nens que puguin ser utilitzats en telèfons intel·ligents i pissarretes, i situat a Chengdu. El 2014, Dr. Panda Toy Cars va ser l'aplicació educativa #1 en l'App Store en 14 països, i va ocupar el lloc número 11 en la llista de millors aplicacions d'Android per a nens de The Guardian. El 2015, Apple va nomenar al Dr. Panda Restaurant 2 com la seva "Aplicació de la Setmana".

## Llista dels jocs de Dr. Panda
| Data de publicació | Títol                                | Plataforma(es) | Plataforma(es) | Plataforma(es) | Plataforma(es) |
| Data de publicació | Títol                                | iOS            | Android        | Windows Phone  |                |
| ------------------ | ------------------------------------ | -------------- | -------------- | -------------- | -------------- |
| Setembre de 2016   | Dr. Panda Bath Time                  | Sí             | Sí             | No             |                |
| Juliol de 2016     | Dr. Panda Farm                       | Sí             | Sí             | No             |                |
| Maig de 2016       | Dr. Panda Racers                     | Sí             | Sí             | No             |                |
| Abril de 2016      | Dr. Panda School                     | Sí             | Sí             | Sí             |                |
| Gener de 2016      | Dr. Panda Candy Factory              | Sí             | Sí             | No             |                |
| Novembre de 2015   | Dr. Panda Firefighters               | Sí             | Sí             | No             |                |
| Setembre de 2015   | Dr. Panda Carnival                   | Sí             | Sí             | No             |                |
| Juny de 2015       | Dr. Panda Space                      | Sí             | Sí             | No             |                |
| Març de 2015       | Dr. Panda Ice Cream Truck            | Sí             | Sí             | No             |                |
| Febrer de 2015     | Dr. Panda Restaurant Asia            | Sí             | Sí             | No             |                |
| Gener de 2015      | Dr. Panda Swimming Pool              | Sí             | Sí             | No             |                |
| Desembre de 2014   | Dr. Panda Bus Driver Christmas       | Sí             | Sí             | No             |                |
| Novembre de 2014   | Dr. Panda Mailman                    | Sí             | Sí             | No             |                |
| Agost de 2014      | Dr. Panda & Toto's Treehouse         | Sí             | Sí             | No             |                |
| Juny de 2014       | Hoopa City                           | Sí             | Sí             | No             |                |
| Maig de 2014       | Dr. Panda Toy Cars                   | Sí             | Sí             | No             |                |
| Febrer de 2014     | Dr. Panda Restaurant 2               | Sí             | Sí             | No             |                |
| Desembre de 2013   | Dr. Panda Bus Driver                 | Sí             | Sí             | No             |                |
| Novembre de 2013   | Dr. Panda Home                       | Sí             | Sí             | No             |                |
| Agost de 2013      | Dr. Panda Airport                    | Sí             | Sí             | Sí             |                |
| Julio de 2013      | Dr. Panda Art Class                  | Sí             | Sí             | No             |                |
| Juny de 2013       | Dr. Panda Garage (Discontinuat)      | Sí             | Sí             | No             |                |
| Abril de 2013      | Dr. Panda Beauty Salon               | Sí             | Sí             | No             |                |
| Març de 2013       | Dr. Panda Supermarket                | Sí             | Sí             | Sí             |                |
| Desembre de 2012   | Dr. Panda Veggie Garden              | Sí             | Sí             | Sí             |                |
| Novembre de 2012   | Dr. Panda Daycare                    | Sí             | Sí             | Sí             |                |
| Setembre de 2012   | Dr. Panda Restaurant                 | Sí             | Sí             | Sí             |                |
| Juny de 2012       | Dr. Panda Hospital                   | Sí             | Sí             | Sí             |                |
| Juny de 2012       | Dr. Panda Handyman                   | Sí             | Sí             | No             |                |
| Març de 2012       | Dr. Panda's Teach Me! (Discontinuat) | Sí             | Sí             | No             |                |

## Distincions i premis
- 2014: Premi Nacional a Publicacions per a Pares de Família per a Dr. Panda Restaurant 2[5]
- 2014: Premi Nacional a Publicacions per a Pares de Família pera Hoopa City[6]
- 2014: Techwithkids.com a l'aplicació més triada per Hoopa City[7]
- 2013: Premi al més recomanat segons l'elecció dels pares per a Dr. Panda Veggie Garden[8]